# Weerd Science
I Weerd Science sono un gruppo musicale hip hop statunitense originario di Kingston (New York).

## Storia del gruppo
Fondato ufficialmente nel 2005 come progetto parallelo del batterista dei Coheed and Cambria, Josh Eppard, ne è diventato il progetto principale dopo l'abbandono dei Coheed and Cambria da parte di Eppard. Anche se il musicista principale risulta essere Eppard, il gruppo si avvale anche della presenza di Ill, voce, Gangstroph (Kwame Wiaf Akenten jr), voce, Wavis M. Gravis (Dave Parker), tastiere, e DJ Styles, campionatore.
Per il 2008 è prevista l'uscita del nuovo album, Sick Kids (a cui dovrebbe collaborare anche Joey Eppard), ed il giorno del Ringraziamento, come regalo per i suoi fan di MySpace, è stata pubblicata sul MySpace del gruppo la canzone Dear Sam, I'm dead to you, liberamente scaricabile.

## Discografia

### Album in studio
- 2005 – Friends and Nervous Breakdowns
- 2011 – Sick Kids
- 2013 – Red Light Juliet
- 2014 – Red Light Juliet Broadcast 2: Steady Straight Lines/Sudden Dark Turns
- 2015 – Red Light Juliet Broadcast 3: The Seer

### Raccolte
- 2016 – The Illogy

### EP
- 2011 – Weekend at Dirty's (con Dirty Ern)

### Singoli
- 2011 – Infinity
- 2012 – Ugly Americans

## Video
- "Conspiracy Theories w/out Mel Gibson" - 2006 - Evolving Media Network.